# شبه‌نظامی (فیلم)
«شبه‌نظامی» (انگلیسی: Militia (film)) فیلمی در ژانر اکشن و مهیج است که در سال ۲۰۰۰ منتشر شد.

## بازیگران
- رادین کاین
- جنیفر بیلز
- فردریک فورست
- استیسی کیچ
- جان بک
- جف کوبر